# راندي ميلر (موسيقي)
راندي ميلر (بالإنجليزية: Randy Miller)‏ هو موسيقي أمريكي، ولد في 9 فبراير 1971، وتوفي في 5 نوفمبر 2010 بسبب سرطان.

## وصلات خارجية
- راندي ميلر على موقع ميوزك برينز (الإنجليزية)